# ريتش ناي
ريتش ناي (بالإنجليزية: Rich Nye)‏ هو لاعب كرة قاعدة وطبيب بيطري أمريكي، ولد في 4 أغسطس 1944 في أوكلاند في الولايات المتحدة.

## وصلات خارجية
- ريتش ناي على موقع دوري كرة القاعدة الرئيسي (الإنجليزية)
- ريتش ناي على موقعبيزبول رفرنس.كوم (الدوري الرئيسي) (الإنجليزية)
- ريتش ناي على موقعبيزبول رفرنس.كوم (الدوري الثانوي) (الإنجليزية)